# ملاحسین بشرویه
ملاحسین بشرویه‌ای اولین مؤمن به باب (اول من آمن) و اولین حروف حی است. باب‌الباب یکی از القاب وی است که توسط سید علی محمد باب به وی داده شده‌است.

## چگونگی ایمان آوردن

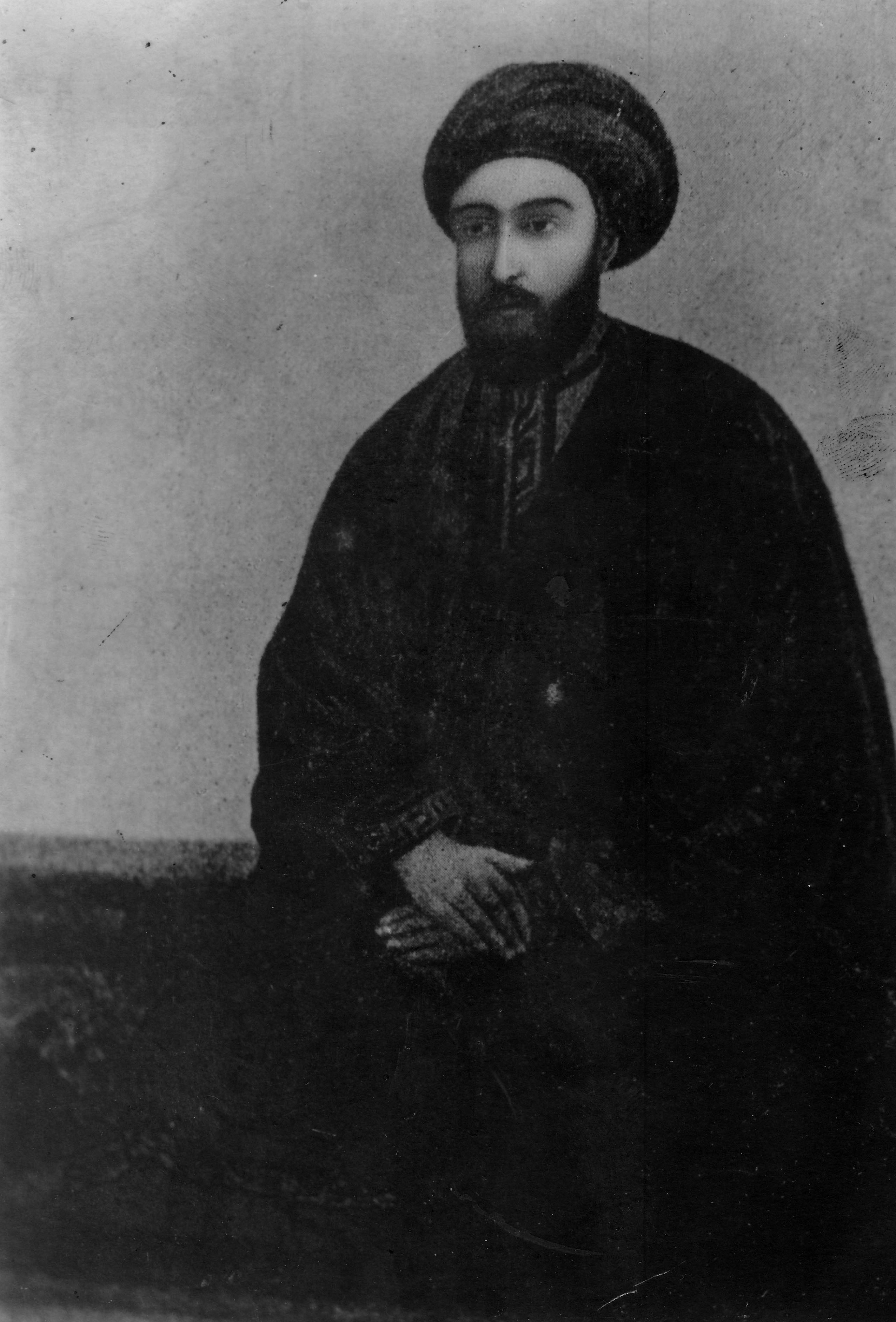
سید علی‌محمد باب شارع آیین بیانی، معروف به حضرت نقطه، شمس حقیقت، حضرت اعلی

سید کاظم رشتی قبل از مرگ، به شاگردانش سفارش کرد تا دنبال قائم موعود بگردند. او می‌گفت که قائم موعود به زودی ظهور خواهد کرد. در میان شاگردانش فردی بود به نام ملا حسین بشرویه.
سید کاظم او را مأمور کرده‌بود که برای مذاکره با سید شفتی و میرزا عسکری (از روحانیون برجسته آن روزگار) به اصفهان و خراسان برود بعد از برگشت او از ایران، استاد او دیگر در حیات نبوده‌است. از نظر ملا حسین نه میرزا محیط کرمانی و نه میرزا حسن گوهر هیچ‌کدام نمی‌توانسته‌اند پیشوائی باشند که او انتظار داشته‌است. بدین جهت مطابق شریعت اسلام به مدت ۴۰ روز به حال اعتکاف در مسجد کوفه به سر برد. در این زمان یکی دیگر از علمای شیخی به نام ملا علی بسطامی با عده‌ای دیگر به مسجد وارد می‌شوند و آن‌ها هم در اعتکاف شرکت می‌کنند. بعد از خاتمه ۴۰ روز ملاحسین که زودتر اعتکاف را شروع کرده‌بود با دوستان خود عازم ایران می‌شود و در بدو ورود به شیراز با سید علی محمد باب تصادفاً برخورد می‌کند.
ملاحسین بشرویه در تاریخ ۲۳ می ۱۸۴۴ به شیراز می‌رسد و در آنجا با باب دیدار می‌کند. ملا حسین به مانند سایر شیخیه‌ها بدنبال جانشین احتمالی سید کاظم رشتی بود. در دیدار به ملاحسین، باب توانست تا ملاحسین را متقاعد نماید که او قائم موعود است. ملاحسین به باب ایمان می‌آورد. به دنبال او عده‌ای دیگر از شیخیان به شیراز می‌آیند و از ایمان آورندگان به باب شده و از حروف حی (حواریون باب) می‌شوند.
ملاحسین بشرویه، اولین کسی بود که به باب ایمان آورد. پس از ایمان آوردن او تا مدت ۵ ماه، ۱۷ نفر دیگر نیز به باب ایمان آوردند.
چگونگی ملاقات اولیه سید علی محمد با ملاحسین را نبیل زرندی در تاریخ خود از قول میرزا احمد قزوینی که خود از ملا حسین شنیده بوده، به این مضمون تعریف می‌کند:
«جوانی را در بیرون دروازه شهر شیراز ملاقات کردم مرا به منزل خود دعوت کرد و بعد از گفتگویی راجع به سید کاظم رشتی و وصیت او در زمینه پیدا کردن نایب خاص یا مهدی و علائمی که تعیین کرده‌است از من پرسید چه اشکالی دارد که آن موعود من باشم؟»
پس از این سؤال ملا حسین حجت می‌طلبد و پس از بحثی که تا سحرگاه ادامه می‌یابد ادعای او را قبول می‌کند و به او ایمان می‌آورد.
ملا حسین پس از ورود به اصفهان به تبلیغ آیین و ارائه کتب باب پرداخت. او آشکارا بیان می‌کرد که میرزا علی محمد امام دوازدهم است. کونت دو گوبینو، وزیر مختار فرانسه، می‌گوید:  "به این دلیل ملا حسین پیشوای خود را امام مهدی معرفی کرد که مردم به حرفهای او گوش دهند و مهر و محبت آنها را به خود جلب کند."  
واقعاً در شب ۲۳ ماه مه ۱۸۴۴ چه گفتگویی بین سید علی‌محمد و ملاحسین انجام گرفته و چه زمانی به طول انجامیده‌است فقط روایت نبیل زرندی در دست است ولی آنچه مسلم است در سوره اول قیوم الاسماء -تفسیری بر سوره یوسف که در همان شب به قلم سید باب نگاشته شده‌است- ادعای قائمیت و صاحب شریعت بودن او مسلم است.

## فعالیت‌های عقیدتی
پروفسورادوارد براون می‌نویسد:
ملا حسین که گفتیم اولین کسی بود که ایمان آورده بود در میان مبلغان از جان گذشته‌ای که به چهار گوشه ایران عزیمت کرده بودند کاملاً بخاطر انرژی آتشین و روحیه شکست ناپذیرش مشخص بود. روز و شب در اصفهان، کاشان، تهران و مشهد او مشغول متقاعد کردن پرسش گران و دودلان وتشویق وفاداران بود. خستگی و ضعف برای روحیه پرتب و تاب و آتشینی که آن جثه ضعیف را حرکت می‌دادند بی معنا بود. او که از تهران بیرون رانده شده بود به مشهد رفت و در آنجا توسط حمزه میرزا یکی از عموهای شاه آن زمان دستگیر شد. با این وجود موفق به فرار شد و به همراهی گروه کوچکی از مریدان در حال افزایش، به سوی غرب عزیمت کرد تا به ماکو برسد و تلاش به آزاد کردن باب نماید.

## حروف حی

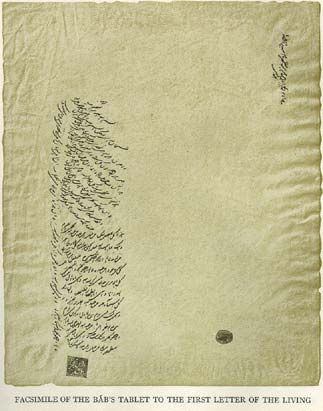
لوح حروف حی به خط سید علی‌محمد باب

حروف حَی لقبی است که به ۱۸ نفر از اولین مؤمنان به سید علی محمد باب گفته می‌شود که نزد باب مقامی ویژه داشتند.
حرف در آثار باب، در معنای مؤمن به ظهور الهی به کار رفته‌است. به‌طور مثال، منظور از حروف انجیل و حروف فرقان در آثار او، مؤمنین به ظهور مسیح و محمد هستند.
لفظ «حی» بدون احتساب شد (تشدید) از لحاظ ارزش عددی در حساب جمل برابر با هجده‌است و لذا عبارت «حروف حی» بمعنای هجده تن مؤمنین اولیه‌است. همچنین باب، خود و هجده نفر حروف حی را واحد اول شریعت بیان نامیده‌است.
حروف حی مأمور بودند که آیین بیانی را تبلیغ و منتشر نمایند. ملاحسین بشرویه‌ای(اسم‌الله الاول ملقب به قدور و باب‌الباب) نفر دوم این فهرست است. ملاحسین بشرویه‌ای، اولین کسی بود که به باب ایمان آورد. پس از ایمان آوردن او تا مدت ۵ ماه، ۱۷ نفر دیگر نیز به باب ایمان آوردند. ملاحسین بشرویه‌ای در تاریخ ۲۳ می ۱۸۴۴ به شیراز می‌رسد و در آنجا با باب دیدار می‌کند. ملا حسین به مانند سایر شیخیه‌ها بدنبال جانشین احتمالی سید کاظم رشتی بود. در دیدار به ملاحسین، باب توانست تا ملاحسین را متقاعد نماید که او قائم موعود است. ملاحسین به باب ایمان می‌آورد. به دنبال او عده‌ای دیگر از شیخیان به شیراز می‌آیند و از ایمان آورندگان به باب شده و از حروف حی (حواریون باب) می‌شوند.

## جنگ قلعه طبرسی
جنگ قلعه طبرسی یکی از بزرگترین جنگ‌های پیروان سید علی محمد باب و نیروهای حکومتی و مسلمان بوده‌است. در این جنگ عده‌ای از پیروان کتاب بیان مقاومت چشمگیری از خود نشان داده و طی نزدیک به دو سال (حدود شوال ۱۲۶۴ تا حدود رجب ۱۲۶۶) به جنگ ادامه دادند. جنگجویان بابی که هفتصد یا هشتصد تن بودند به رهبری ملاحسین بشرویه‌ای و محمدعلی بارفروشی که هر دو از حروف حی واحد اول بودند، دراین جنگ کشته شدند. 

### موقعیت مکانی قلعه
درست در جایی که باتلاق ختم و جنگل آغاز می‌گردد در بین درختزار و باتلاق‌ها، مقبره شیخ طبرسی قرار دارد. ساختمان کوچکی که مکان مقبره را نشان می‌دهد در میان مکانی پوشیده از علف قرار دارد که ۱۰۰ متر طول و ۷۰ متر عرض دارد. این محوطه دارای تعدادی درخت انار وحشی است و با استحکامات خاکی ابتدایی تیرک چوبی احاطه شده‌است.
ادوارد براون در تشریح واقعه شیخ طبرسی می‌نویسد:
پیروان سید علی محمد باب تحت تأثیر سخنان قرةالعین در واقعه بدشت، در مکانی که مزار شیخ طبرسی در آنجا بود گردهم آمدند. در اینجا، مردان تعلیم دیده برای صلح با نیروی شجاعت و مهارت باورنکردنی، ماه‌ها مجبور به جنگ با قوای سلطنتی بودند و بارها و بارها نیروهای دولتی را شکست داده و موجب شده بودند که حتی برخی از قوای دولتی ناامید شوند. رهبر شجاع ایشان ملاحسین بشرویه‌ای بود.